# Perisama cotyora
Perisama cotyora är en fjärilsart som beskrevs av William Chapman Hewitson 1874. Perisama cotyora ingår i släktet Perisama och familjen praktfjärilar. Inga underarter finns listade i Catalogue of Life.